# Jesper Palm Lundorf
Jesper Palm Lundorf (født 28. maj 1960) er en dansk sikkerhedschef, konsulent, foredragsholder, forfatter og tidligere politibetjent og livvagt. Han har været blandt de førende danske udøvere af karate igennem flere årtier.
Lundorf voksede op i Hvidovre og blev politibetjent i 1985. Han fungerede en årrække ved Rødovre Politistation.
I 1988 fik han arbejde i Distriktspolitiet hvor han udførte kriminalpræventivt arbejde for udsatte unge. Han var initiativtager og forgangsmand for de såkaldte vildmarks- og overlevelsesture for Rødovres unge.
Han nåede at arbejde i kriminalpolitiet, Rigspolitiets færdselsafdeling samt som lærer på politiskolen inden han i 1992 blev han tilknyttet Politiets Efterretningstjeneste (PET), hvor han indgik som livvagt i Gammagruppen, og hvor han hovedsageligt kom til at tage sig af livvagtsopgaven omkring Kronprins Frederik.
Han deltog i 1996 i en livvagtsuddannelse hos den Svenske sikkerhedstjeneste Säpo. Da Lundorf stoppede som livvagt i 1999 blev han ansat i Frederiksberg Politi, og derefter i PET's nyoprettede it-afdeling der skulle efterforske it-baseret kriminalitet.
Siden blev han først privatansat og så selvstændig konsulent indenfor både fysisk og digital sikkerhed,
og siden sikkerhedschef for FN i Danmark.
I karate fik han sit første sorte bælte i 1975 og blev i 1986 gradueret til 4. dan.
Lundorfs skildrede sin karriere i sin biografi I majestætens hemmelige tjeneste: en livvagts beretning.
Bogen blev til i et samarbejde med Ivan Rod og udgivet første gang af Lindhardt og Ringhof i 2008.
Bogen havde et år før udgivelsen skabt kontrovers med PET. Forfatterskabet udvidede sig i 2024 med fiktionsromanen "Usandsynlighedernes sammensværgelse" der er den første bog i trilogien om karakteren Karim, der arbejder som livvagt hos PET. 